# Stråhultasjön
Stråhultasjön är en sjö i Ljungby kommun i Småland och ingår i Lagans huvudavrinningsområde. Sjöns area är 0,014 kvadratkilometer och den befinner sig 154 meter över havet.